# Сант'Елија (Анкона)
Сант'Елија (итал. Sant'Elia) насеље је у Италији у округу Анкона, региону Марке.
Према процени из 2011. у насељу је живело 135 становника. Насеље се налази на надморској висини од 395 м.